# Тисяча й одна ніч (фільм, 2015)
«Тисяча й одна ніч» (порт. As Mil e uma Noites) — міжнародно-спродюсований драматичний фільм у трьох частинах, знятий Міґелем Гомішом за збіркою оповідань «Тисяча й одна ніч». Світова прем'єра стрічки відбулась 16 травня 2015 року в «Двотижневику режисерів» на Каннському кінофестивалі. Також фільм показали в секції «Довжина хвиль» на міжнародному кінофестивалі у Торонто 2015. Друга частина фільму, «Тисяча й одна ніч: Частина 2 — Залишені», була висунута Португалією на премію «Оскар-2016» у номінації «найкращий фільм іноземною мовою».

## У ролях
- Кріста Альфайате — Шагразада / графиня Беатріс
- Дінарте Бранко
- Карлоту Котта
- Адріану Луш
- Жоана де Верона
- Ружеріу Самора
- Марія Рюфф
- Діогу Доріа
- Луїза Круз

## Визнання
| Нагороди та номінації фільму «Тисяча й одна ніч» | Нагороди та номінації фільму «Тисяча й одна ніч» | Нагороди та номінації фільму «Тисяча й одна ніч» | Нагороди та номінації фільму «Тисяча й одна ніч» | Нагороди та номінації фільму «Тисяча й одна ніч» | Нагороди та номінації фільму «Тисяча й одна ніч» |
| Рік                                              | Нагорода                                         | Категорія                                        | Номінант                                         | Результат                                        |                                                  |
| ------------------------------------------------ | ------------------------------------------------ | ------------------------------------------------ | ------------------------------------------------ | ------------------------------------------------ | ------------------------------------------------ |
| 2015                                             | Каннський кінофестиваль                          | «Пальмовий пес»                                  | Лакі                                             | Перемога                                         |                                                  |
| 2015                                             | Каннський кінофестиваль                          | Приз C.I.C.A.E.                                  | «Тисяча й одна ніч»                              | Номінація                                        |                                                  |
| 2015                                             | Міжнародний кінофестиваль у Мюнхені              | Нагорода ARRI/OSRAM за найкращий фільм           | «Тисяча й одна ніч»                              | Номінація                                        |                                                  |
| 2015                                             | Сіднейський міжнародний кінофестиваль            | Найкращий фільм                                  | «Тисяча й одна ніч»                              | Перемога                                         |                                                  |
| 2015                                             | Міжнародний кінофестиваль «Нові Горизонти»       | Приз ФІПРЕССІ                                    | «Тисяча й одна ніч»                              | Перемога                                         |                                                  |
| 2015                                             | Міжнародний кінофестиваль «Нові Горизонти»       | Ґран-прі                                         | «Тисяча й одна ніч»                              | Номінація                                        |                                                  |